# 裂叶垂头菊
裂叶垂头菊（学名：Cremanthodium pinnatisectum）是菊科垂头菊属的植物。分布在缅甸以及中国大陆的云南、西藏等地，生长于海拔4,200米的地区，多生于山坡草地，目前尚未由人工引种栽培。